# Timmiella anomala
Timmiella anomala är en bladmossart som beskrevs av Limpricht 1888. Timmiella anomala ingår i släktet Timmiella och familjen Pottiaceae. Inga underarter finns listade i Catalogue of Life.